# Joy et Joan
Pour plus de détails, voir Fiche technique et Distribution.
Joy et Joan est un film français réalisé par Jacques-René Saurel et sorti en 1985.

## Fiche technique
- Titre : Joy et Joan
- Réalisation : Jacques-René Saurel
- Scénario : Joy Laurey[1]
- Dialogues : Emma Geher
- Photographie : Dominique Brabant
- Son : Francis Baldos
- Costumes : Mathilde Merival
- Montage : Élisabeth Servouze, Santiago Thévenet et Eva Zora
- Musique : François Valéry
- Production : ATC 3000
- Pays d'origine :  France
- Durée : 94 minutes
- Date de sortie : France - 12 juin 1985

## Distribution
- Brigitte Lahaie
- Isabelle Solar
- Pierre Londiche
- Jean-Marc Maurel
- Jacques Brylant
- Benjamin Simon
- Béatrice Tronchon
- Sofie Vianey
- Maria Isabel Lopez